# Бромат лантана
Бромат лантана — неорганическое соединение, 
соль лантана и бромноватой кислоты с формулой La(BrO3)3,
кристаллы,
растворяется в воде,
образует кристаллогидраты.

## Физические свойства
Бромат лантана образует кристаллы.
Образует кристаллогидрат состава La(BrO3)3•9H2O.
Нонагидрат плавится в собственной кристаллизационной воде при 37,5°С.
Растворяется в воде, не растворяется в этаноле.